# David Schweiner
David Schweiner (Praag, 1 juni 1994) is een Tsjechisch beachvolleyballer. Met Ondřej Perušič werd hij in 2023 wereldkampioen. Hij nam eenmaal deel aan de Olympische Spelen.

## Carrière

### 2015 tot en met 2021
Schweiner vormt sinds 2015 een duo met Ondřej Perušič en een jaar later speelden ze hun eerste toernooien in de FIVB World Tour, hoewel ze voornamelijk actief waren in regionale en continentale competities. In 2017 namen ze deel aan negen mondiale toernooien waarbij ze tot een tweede (Montpellier), een vijfde (Espinho) en een negende plaats (Den Haag) kwamen. Het jaar daarop deed het tweetal mee aan elf internationale wedstrijden. Ze behaalden daarbij onder meer een tweede plaats in Mersin, een vierde plaats in Ostrava en vijfde plaatsen in Xiamen en Warschau. Bij de Europese kampioenschappen in Nederland werden Schweiner en Perušič in de achtste finale uitgeschakeld door de Russen Konstantin Semjonov en Ilja Lesjoekov. In 2019 bereikten ze de kwartfinale van de EK in Moskou waar het Oostenrijkse duo Martin Ermacora en Moritz Pristauz in twee sets te sterk was. Bij de wereldkampioenschappen in Hamburg strandde het tweetal in de zestiende finale tegen de latere kampioenen Oleg Stojanovski en Vjatsjeslav Krasilnikov. Bij de overige negen toernooien in de World Tour kwamen ze tot een tweede plaats in Ostrava en vijfde plaatsen in Gstaad, Chetumal en bij de World Tour Finals in Rome.
Twee jaar later deed het duo in aanloop naar de Spelen mee aan vijf mondiale wedstrijden. Ze boekten daarbij een overwinning in Doha, werden tweede in Ostrava en eindigden als derde in Cancun. Bij de Olympische Spelen in Tokio bleven Schweiner en Perušič na een overwinning, een reguliere nederlaag en een reglementaire nederlaag in de groepsfase steken. Bij de EK in Wenen eindigden ze op een gedeelde vijfde plaats nadat de kwartfinale verloren werd van de Nederlanders Stefan Boermans en Yorick de Groot. Na afloop wonnen ze het toernooi van Praag en werden ze tweede bij de seizoensfinale in Cagliari.

### 2022 tot heden
Het seizoen daarop kwamen Schweiner en Perušič in de Beach Pro Tour – de opvolger van de World Tour – in acht wedstrijden tot drie tweede plaatsen (Itapema, Ostrava en Gstaad) en twee vijfde plaatsen (Rosarito en Hamburg). Bij de WK in Rome strandde het tweetal in de zestiende finale tegen Renato Lima en Vitor Felipe uit Brazilië. Bij de EK in München wonnen ze de zilveren medaille, nadat de finale verloren werd van David Åhman en Jonatan Hellvig uit Zweden. Schweiner en Perušič sloten het seizoen af met een zevende plaats bij de seizoensfinale in Doha.
In 2023 begon het duo het seizoen met een vijfde plaats in Tepic. In april wonnen ze het Elite16-toernooi van Uberlândia door de Noren Anders Mol en Christian Sørum in de finale te verslaan. In juni eindigden ze in eigen land als vierde bij het toernooi van Ostrava en in augustus kwamen ze in Hamburg niet verder dan de achtste finale. In oktober wonnen ze het Elite16-toernooi van Parijs ten koste van het Duitse duo Nils Ehlers en Clemens Wickler. Twee weken laten wonnen Schweiner en Perušič in Mexico de wereldtitel door Åhman en Hellvig in drie sets te verslaan. Daarmee plaatsten ze zich ook voor de Olympische Spelen in Parijs. Ze sloten het seizoen af met twee vijfde plaatsen: in João Pessoa en bij de seizoensfinale in Doha. Het jaar daarop namen Schweiner en Perušič in aanloop naar de Spelen deel aan vijf toernooien in de mondiale competitie. Ze wonnen daarbij goud in Stare Jabłonki door de finale van de Cubanen Noslen Díaz en Jorge Alayo te winnen.

## Palmares
Kampioenschappen
- 2022:  EK
- 2023:  WK

FIVB World Tour
- 2017:  1* Montpellier
- 2018:  3* Mersin
- 2019:  4* Ostrava
- 2021:  4* Doha
- 2021:  4* Cancun
- 2021:  4* Ostrava
- 2021:  2* Praag
- 2021:  World Tour Finals Cagliari

Beach Pro Tour
- 2022:  Itapema Challenge
- 2022:  Elite16 Ostrava
- 2022:  Elite16 Gstaad
- 2023:  Elite16 Uberlândia
- 2023:  Elite16 Parijs
- 2024:  Stare Jabłonki Challenge